# Gusum
Gusum è un'area urbana della Svezia situata nel comune di Valdemarsvik, contea di Östergötland.
La popolazione risultante dal censimento 2010 era di 1 175 abitanti .